# Geranium sebosum
Geranium sebosum là một loài thực vật có hoa trong họ Mỏ hạc. Loài này được S.F.Blake mô tả khoa học đầu tiên năm 1924.